# メチルアスパラギン酸ムターゼ
メチルアスパラギン酸ムターゼ(Methylaspartate mutase、EC 5.4.99.1)は、以下の化学反応を触媒する酵素である。
L-トレオ-3-メチルアスパラギン酸 {\displaystyle \rightleftharpoons } L-グルタミン酸
従って、この酵素の基質はL-トレオ-3-メチルアスパラギン酸、生成物はL-グルタミン酸である。
この酵素は異性化酵素、特にその他の基を移す分子内転位酵素に分類される。系統名は、L-トレオ-3-メチルアスパラギン酸 カルボキシ-アミノメチルムターゼ(L-threo-3-methylaspartate carboxy-aminomethylmutase)である。グルタミン酸ムターゼ、グルタミン酸イソメラーゼ等とも呼ばれる。この酵素は、c5-分岐二塩基酸の代謝に関与している。補因子としてコバミドを必要とする。

## 構造
2007年末時点で、8つの構造が解明されている。蛋白質構造データバンクのコードは、1B1A、1BE1、1CB7、1CCW、1FMF、1I9C、1ID8、2PWHである。